# Богданов Сергій Михайлович
Сергі́й Миха́йлович Богда́нов  (1859, Київ — 1920) — політик Російської імперій українського походження, вчений у галузі сільськогосподарської науки, ординарний професор Київського університету, член Державної думи 3-го і 4-го скликань від Київської губернії.

## Життєпис
Спадковий шляхтич Київської губернії. Землевласник Радомисльського повіту (придбані 302 десятини), домовласник Києва.
Народився в 1859 році у Києві в родині ключаря київського Софійського собору.
Закінчив 1-шу Київську гімназію і природниче відділення фізико-математичного факультету Київського університету (1883). На третьому курсі написав роботу, за яку отримав золоту медаль. Після закінчення університету відряджений закордон для підготовки до заняття кафедри агрономії.
У 1884 році отримав ступінь магістра сільського господарства у Петровській сільськогосподарській академії. У наступному році був призначений приват-доцентом на кафедрі агрономії Київського університету.
З 1885 року — викладач, а з 1890 року — професор агрономії Київського університету, при якому організував дослідний сад (1886) і лабораторію для агрохімічних та фізіологічних досліджень (1889).
1888 року отримав ступінь магістра агрономії від Київського університету за дисертацію «Потреба проростаючого насіння у воді», а у 1890 році — ступінь доктора агрономії Харківського університету за дисертацію «Відношення проростаючого насіння до ґрунтової води».
У 1899 році у своєму маєтку на хуторі Богданівка Радомисльського повіту влаштував практичне господарство на піщаному ґрунті, де за допомогою поліпшення ґрунту прагнув вести вигідне сільськогосподарське виробництво. Ініціатор створення на Поділлі Деребчинського дослідного поля (1888).
Розробив класифікацію ґрунтових вод, запропонував оригінальний спосіб визначення т. з. мертвого запасу води в ґрунті.
Богданов редагував журнал «Земледелие» (з 1887 року — орган Київського товариства сільського господарства), написав «Підручник агрономії» (т. 1—3, 1909—11), «Ілюстрований сільськогосподарський словник (Енциклопедія сільського господарства)» (1895) і багато інших праць.
Публікував статті та переклади в сільськогосподарських журналах («Земледелие», «Земледельческая газета», «Сельское хозяйство и Лесоводство», «Хозяин», «Записки Императорского общества сельского хозяйства Южной России»), а також окремі праці з агрономії і сільського господарства.
Був почесним членом Київського товариства сільського господарства.
Займався громадською діяльністю: обирався гласним Радомисльського повітового і Київського губернського земств, почесним мировим суддею Радомисльського повіту, гласним Київської міської думи.
Був членом Київського губернського комітету у справах земського господарства, членом-співробітником Вченого комітету Головного управління землеустрою та землеробства.
У 1908 році став одним із засновників Київського клубу російських націоналістів, публікувався в консервативних газетах «Киевлянин» та «Киевское слово». Входив до Всеросійського національного союзу, був одним із ідеологів партії з аграрного питання.
Депутат ІІІ Державної думи Російської імперії (1907—1912) та IV Держдуми (1912—1917) від Київської губернії.
Входив до Ради міністра землеробства, після Лютневої революції був звільнений з посади. У 1920 році був професором агрономічного факультету Таврійського університету.
Помер від тифу у 1920 році в Одесі. Був одружений, мав двох доньок.

## Нагороди
- Орден Святої Анни 2-го ст. (1902);
- Орден Святого Володимира 3-го ст. (1912);
- Орден Святого Станіслава 1-го ст. (1914).

- Медаль «У пам'ять царювання імператора Олександра III»;
- Медаль «У память 300-річчя царювання дома Романових» (1913).

## Твори
- Пшеницы Юго-Западного края (1890);
- Иллюстрированный сельскохозяйственный словарь: энциклопедия сельского хозяйства (Вып. 1—12. — Киев: тип. П. Барского, 1891—1893. — 1446 с.);
- Плодородие почвы вообще и русских почв в частности (1897);
- Второй отчет о работах по изучению плодородия почв (1898);
- Третий отчет о работах по изучению плодородия почв (1900);
- Возделывание картофеля. По данным науки и практики (1903);
- Плодородие почвы по новейшим данным (1903—1905);
- Обзор успехов сельского хозяйства.